# Night Slugs
Night Slugs — британский лейбл электронной музыки, созданный в 2010 году лондонскими продюсерами Джеймсом Коннолли (англ. James Connolly), также известным как L-Vis 1990, и Алексом Сушоном (англ. Alex Sushon), более известным как Bok Bok.

## История
Изначально название «Night Slugs» относилось к серии вечеринок, которые организовывали Алекс и Джеймс в конце 2000-х. А в начале 2010 года Алекс основал одноимённый лейбл, к которому сразу присоединились знакомые музыканты.
Первым релизом студии стал мини-альбом «Square One EP», в который вошли 8 треков. В ноябре 2010 года вышла первая компиляция лейбла — Night Slugs Allstars Vol. 1, а в 2013 году — Night Slugs Allstars Volume 2.
Журнал Spin описал музыку лейбла как «имеющую одно из самых самобытных звучаний электронной танцевальной музыки в Великобритании, сочетающее в себе грайм, хаус, электро, R&B, техно, хип-хоп и дабстеп».

## Музыканты
- Bok Bok
- Cubic Zirconia
- DAT Oven
- Egyptrixx
- Girl Unit
- Helix
- Hysterics
- Jacques Greene
- Jam City
- Kelela (певица)
- Kingdom
- KW Griff
- Lil Silva
- L-Vis 1990
- MikeQ
- Morri$
- Mosca
- Neana
- Optimum
- Pearson Sound
- P Jam
- Sweyn Jupiter
- T. Williams
- Velour